# Супероператор
Супероператор — оператор, действующий на множестве операторов. Часто под супероператором подразумевают морфизм множества операторов, наделенного структурой линейного пространства.
В математической литературе вместо него принято использовать термин «трансформаторы», а в литературе по квантовой механике и статистической физике используется термин «супероператор».